# Yammat FM
Yammat FM zagrebačka je radiopostaja pokrenuta u veljači 2015. želeći promovirati alternativnu glazbu. Program čini glazba domaćih i inozemnih neafirmiranih glazbenika.
Emitira na frekvenciji 102,5 iz Studija Alen Balen u ulici Račkoga u Zagrebu.

## Voditelji
- Siniša Švec
- Milan Peh
- Zdravko Mamić Maminho
- Danijel Bilić
- Matko Antonović
- Ivona Kovačević
- Martina Vazdar
- Dino Milić
- Boris Jokić
- SMS Deutsch
- Željko Ljubobratović
- Tomo Ricov

## Novinari
- Ante Ljubičić
- Silvija Šeparović
- Andro Bernardić
- Ivan Kolar
- Antonija Vrčić

## Emisije
U programu radija Yammat FM nalaze se razne emisije, neke su od njih:
- Gamad FM (Danijel Bilić i Matko Antonović)
- Mojo Sound Sistem (Ivona Kovačević)
- Chimi Chaga (Tomo Ricov)
- Glazbeni kurikulum (Boris Jokić)
- Lunarov bunar
- Vrabotomija (Željko Ljubobratović)
- Intervju tjedna (Ante Ljubičić)
- Magic Room (Zdravko Mamić Maminho)
- Aftershock (Silvija Šeparović)
- Drive (SMS Deutsch)
- Adriatic Coasting (Pepi Jogarde)
- Contrast (Yesh)
- Heat (Tone Tuoro, DJ Sani)[3]

## Vanjske poveznice
- Službena web stranica Yammat FM-a